# Vicente José Soto y Valcárce
Vicente José Soto y Valcárce (* 2. Februar 1741 in Ruitelán; † 16. Februar 1818 in Valladolid) war ein spanischer römisch-katholischer Geistlicher und Bischof von Valladolid.

## Leben
Vicente José Soto y Valcárce wurde am 26. September 1803 zum Bischof von Valladolid ernannt. Die Bischofsweihe spendete ihm am 6. November desselben Jahres der Erzbischof von Toledo, Kardinal Luis María de Borbón y Vallabriga; Mitkonsekratoren waren Francisco de Cuerda, ehemaliger Bischof von Puerto Rico, und Atanasio Puyal y Poveda, Weihbischof in Toledo.
Vicente José Soto y Valcárce starb an seinem Bischofssitz und wurde in der Kathedrale von Valladolid auf der Evangelienseite des Hauptschiffs beigesetzt.